# Мала (приправа)
Мала — це гостра приправа, виготовлена з сичуанського перцю та чилі. Найчастіше з мала готують соус (麻辣醬málàjiàng), варячи її в олії та інших спеціях. Характерний для сичуанської кухні, зокрема для чунцінської кухні, він став одним із найпопулярніших інгредієнтів у китайській кухні, що породило багато регіональних варіантів.

## Етимологія
Термін málà є комбінацією двох китайських ієрогліфів: «оніміння» (麻) і «гострий (пікантний)» (辣), що стосується відчуття в роті після вживання соусу.
Оніміння викликає сичуанський перець, який містить 3 % гідрокси-альфа-саншула. 

## Історія
Точне походження страви невідоме, але багато джерел приписують його розвиток нічним ринкам у Чунціні, націленими на працівників пристані в 19-20 століттях. Сильний смак і товстий шар олії допомагають зберегти продукти і усувають непопулярні запахи дешевих продуктів, таких як затверділа кров, яловичий шлунок і нирки, які зазвичай подавали працівникам пристані.
Незважаючи на сильний смак сам по собі, часто подають різноманітні дипи, щоб текстура приготованого м'яса стала гладкою та жирною, а смак — складнішим. Звичайні соуси включають кунжутну олію з часником, устричну олію або дофу ру.
Соус використовується різними способами: від обсмажування, тушкованого м'яса та супу до використання в гарячому горщику або як соус дип. У провінціях Сичуань і Юньнань порошок мала (麻辣粉; піньїнь: málàfĕn) використовується для закусок і вуличних страв, таких як смердючий тофу, смажена картопля, м'ясо та овочі, смажені на грилі.

## Інгредієнти
Соус виготовляється в основному із сушеного перцю чилі, порошку чилі, пасти дубан, горошин сичуанського перцю, гвоздики, часнику, зірчастого анісу, чорного кардамону, фенхелю, імбиру, кориці, солі та цукру. Ці інгредієнти варяться на повільному вогні з яловичим жиром і рослинною олією протягом багатьох годин і фасуються в банку. Для створення неповторного смаку можна додати інші трави та спеції, такі як пісочний імбир, дягіль лісовий і мак.
Традиційно ресторан наймав шеф-кухаря, який спеціалізується на приготуванні цього соусу; рецепти трималися в таємниці для самого кухаря. Сьогодні готовий соус мала можна легко знайти в супермаркетах, і мережеві ресторани часто виробляють власний соус у великих масштабах, тоді як багато інших все ще змішують свій власний. Як і карі, існує постійна дискусія щодо «найкращого» рецепту, і на ринку доступні численні варіації.

## Страви
Соус мала використовується в багатьох стравах.
- Малатанг (麻辣燙): овочевий і м'ясний шашлик, який подають у супі мала. Для домашнього приготування набули популярності бульйонні кубики мала швидкого приготування.[2]
- Мала гарячий горщик (麻辣火鍋)
- Мала шаокао (麻辣烧烤): китайське барбекю, приправлене мала
- Мала цянь гуо[en] (麻辣香锅): зажарка зі смаком мала
- Мала качина шия (麻辣鴨脖子)
- Апетитна курка (口水雞): холодна курка, подана в соусі мала
- Фукі фейпян[en] (夫妻肺片): яловиче сухожилля, язик, рубець, а іноді також легені, подаються з олійним соусом мала
- Дапанці[en](大盘鸡, буквально «велика курка»): ситне рагу з курки, картоплі та локшини, приправлене мала